# El Vallfred (Sant Llorenç de Morunys)
El Vallfred és un carrer del municipi de Sant Llorenç de Morunys (Solsonès) inclòs en l'Inventari del Patrimoni Arquitectònic de Catalunya.

## Descripció
Construcció civil: Habitatges seguint el perfil del carrer (Vallfred) format al segle XVII-XVIII aprofitant els murs de la muralla nord de la vila de Sant Llorenç. Habitatges de dos pisos i golfes obertes, coberts a doble vessant i amb un parament senzill de reble i morter arrebossat. A les parts baixes, restes de murs de pedra treballada a carreus.

## Història
Durant el segle xv eren coneguts amb el nom genèric de Valls a les rondes de les muralles; a partir del XVI i sobretot a partir del XVII van perfilant la seva situació i en el capbreu de 1697 surten ja definits amb els seus noms concrets: vall del Solà, Vall de l'Era, Vall de la Canal (l'actual Vallfred) al costat del Portal del mateix nom, Vall de l'estudi. Els valls eren més fondos que els nivells dels carrers interiors de les muralles però la runa i les deixalles devien començar a omplir-los formant planells.
Pel que fa al Vallfred, antic Vall de la Canal, des del 1784, es començà a omplir de cases, formant-se un carrer fora de la muralla (paral·lel a aquesta al cantó de tramuntana de la vila, tapant els fossars) conseqüència del gran augment de població que experimentà Sant Llorenç a finals del XVIII